# Arena Klosters

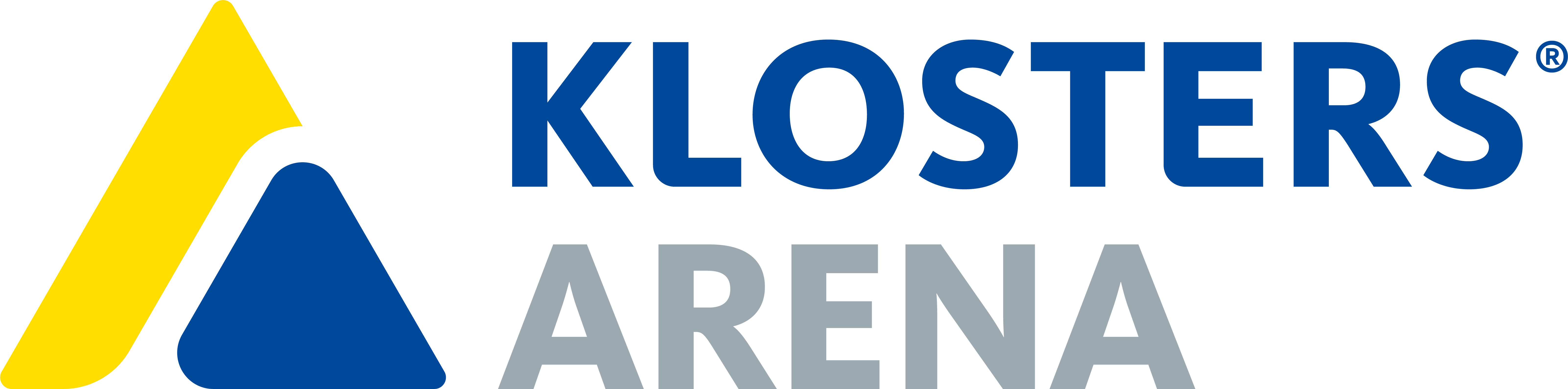
Logo Arena Klosters

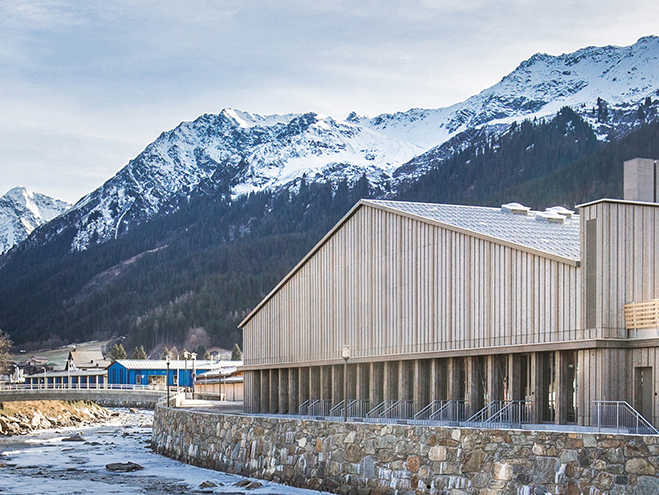
Arena Klosters Aussenansicht

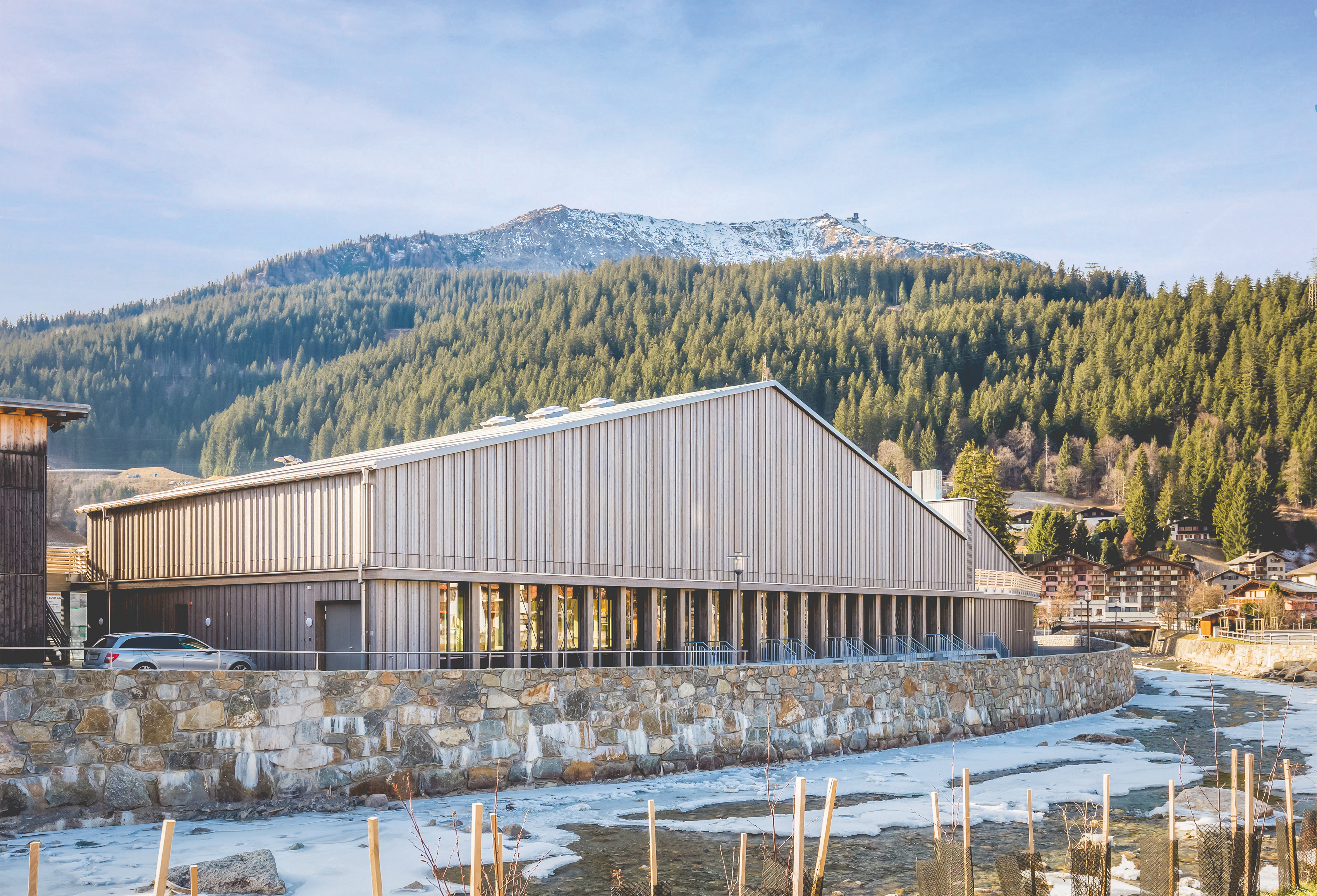
Arena Klosters Panorama

Die Arena Klosters ist ein Sport- und Veranstaltungszentrum der Gemeinde Klosters-Serneus im Kanton Graubünden in der Schweiz.

## Geschichte
Die im Zentrum von Klosters gelegene Arena Klosters wurde am 14. Dezember 1996 als polysportive Sportanlage eröffnet. 2016 wurde die Anlage ergänzt um zwei ganzjährige Sport- und Eventhallen.

## Anlagen
Das Kernstück bilden die beiden Hallen Arena 1 und Arena 2, welche zusammen mit dem Foyer Platz für 100 bis 3500 Personen bieten. Jedes Jahr im August ist die Arena der Hauptveranstaltungsort des Klosters Music Festival. Seit 1976 finden hier jedes Jahr im Juli die European Junior Championships im Tennis statt.
Zur Arena Klosters gehören diverse Winter- und Sommeraussenplätze wie Curling, Eislauf, Hockey, Fussball, Tennis, Basketball, Leichtathletik. Außerdem gehört dazu das Arena Strandbad.